# Сарджик
Сарджі́к (крим. Sarciq) — середньовічний замок XIII—XV століття в південно-західній частині Криму, за 5 км на північний захід від села Буюк-Мускомія (Широке) Бахчисарайського району Автономної Республіки Крим. Фортеця також відома під назвами Ісарчик та Біюк-Мускомське укріплення.

## Історія
Історики припускають, що укріплення могло бути побудоване у XIII столітті після загибелі, внаслідок походу монголів на Таврику в 1278 році, розташованої неподалік фортеці Асаране-Бурун і у зв'язку з переходом гірського Криму в зону впливу Трапезундської імперії. Вважається, що фортеця була центром великої військово-адміністративної одиниці князівства Феодоро та центром тяжіння північної частини Байдарської долини. У XV ст. вона входить до системи прикордонних фортифікаційних об'єктів князівства Феодоро в Південно-Західній Тавриці, на кордоні з консульством Чембало Генуезької республіки.

## Опис
Руїни розташовані на плато обмеженого з трьох боків урвищами скельного мису Біюк-Кармизи в південно-східній частині каньйону Чорної річки. Майданчик укріплення, площею 1,3 гектара, відгороджений від плоскогір'я (з боку рівнини) стіною завдовжки близько 160 метрів із трьома прямокутними вежами. Стіни і вежі були складені з підтесаного буту на вапняному розчині, відстань між вежами 30-60 м, ворота завширшки 2,5 м були влаштовані у вежі на південно-східному фланзі оборони. По краю мисового майданчика збереглися залишки парапетних стін уздовж усього мисового обриву. Крім фортечних споруд збереглися руїни церкви та сліди кам'яних будівель.

## Історія вивчення
Перший опис фортеці здійснив Петро Кеппен 1837 року. Вчений склав план укріплення, зафіксував розміри стіни в 105-110 кроків з товщиною 0,5 сажнів і ймовірних руїн вежі (6 аршин завдовжки та 5 завширшки), вважав, що ісар виконував функцію спостережного поста. Василь Кондаракі присвятив 1867 року Ісарчику окрему статтю, вказавши, що стрімчастий відріг, на якому розташовані руїни, називали Хараджа-пул і піддавши критиці деякі висновки Кеппена. У статті висловлювалося припущення, що укріплення могло служити прихистком жителям зниклого селища, яке повинно було знаходитися поруч із замком, в лощині Бахчалар, порослої занедбаними садами. Кондаракі уточнював, що стіни були складені на вапняному розчині, висоту (за кількістю каміння в розвалах) реконструював у 3 метри, а припущені Кеппеном руїни вежі біля дороги до ісарчика вважав залишками воріт. Також дослідник повідомив місцеві перекази про приналежність у минулому укріплення френкам (генуезцям). Надалі Сарджик коротко згадували Микола Рєпніков у рукописі «Матеріали до археологічної карти південно-західного нагір'я Криму» 1940 року, Євгеній Веймарн у статті «Печерні міста» Криму в світлі археологічних досліджень 1954-1955 рр. та Анатолій Якобсон у праці «Ранньосередньовічні сільські поселення південно-західної Таврики».